# Sardis City
Sardis City is een plaats (town) in de Amerikaanse staat Alabama, en valt bestuurlijk gezien onder Etowah County.

## Demografie
Bij de volkstelling in 2000 werd het aantal inwoners vastgesteld op 1438.
In 2006 is het aantal inwoners door het United States Census Bureau geschat op 2007, een stijging van 569 (39,6%).

## Geografie
Volgens het United States Census Bureau beslaat de plaats een oppervlakte van
19,1 km², geheel bestaande uit land.

## Plaatsen in de nabije omgeving
De onderstaande figuur toont de plaatsen in een straal van 24 km rond Sardis City.